# MTV Video Music Awards
Los MTV Video Music Awards, conocidos también como los VMA, son unos premios creados en 1983 por el canal de televisión MTV para destacar a los mejores videos musicales del año. Originalmente, surgieron como una alternativa a los Premios Grammy (en la categoría de video), sin embargo, con el paso del tiempo, se ganaron el respeto tanto de la industria musical estadounidense como de la cultura popular. Los VMAs son presentados y transmitidos en directo anualmente por MTV y CTV en Canadá. Las ceremonias se han llevado a cabo en diferentes ciudades, como Nueva York, Los Ángeles, Miami, Las Vegas y Newark.
Entre las versiones extranjeras de estos premios se encuentran los Premios MTV Latinoamérica (realizados hasta 2009), los MTV Europe Music Awards, los MTV Asia Awards, los MTV Australia Video Music Awards, MTV Russia Music Awards y los MTV Video Music Awards Japan.
La estatuilla entregada a los ganadores es llamada a menudo "Hombre de la Luna", debido a que tiene la forma de un astronauta sobre este satélite, una de las primeras representaciones de MTV. El galardón fue diseñado por la firma Manhattan Design, la misma que creó el logo de MTV, y ha sido fabricado por la compañía R.S. Owens, en Chicago, desde 1984.
Hasta el año 2001, los MTV Video Music Awards se realizaban el primer jueves de septiembre, pero desde 2002 se decidió transmitirlos el último jueves de agosto para evitar conflictos con el aniversario de los ataques terroristas del 11 de septiembre. Sin embargo, en el año 2007 la ceremonia fue transmitida nuevamente en septiembre y por primera vez desde el teatro Pearl del Palms Casino Resort de Las Vegas. En 2008, el espectáculo volvió a realizarse en Los Ángeles, California, tras diez años.
La artista más premiada en la historia de los VMA es Beyoncé con 25 estatuillas, seguida de Taylor Swift con 23 estatuillas y Madonna con veinte.

## Momentos destacados

### 1984
- La actuación de Madonna en la primera edición de los MTV Video Music Awards es considerada la primera de muchas actuaciones controvertidas. Apareció en el escenario sobre un pastel de bodas gigante interpretando su tema «Like a Virgin», usando un vestido de novia con un velo y un cinturón que tenía escrita la frase Boy Toy. Durante su presentación se revolcó por el suelo mostrando sus medias y su liga, mientras hacía movimientos sexualmente sugerentes.

### 1986
- Whitney Houston interpretó sus temas «How Will I Know» y «Greatest Love of All». La cadena había recibido diversas críticas por no emitir videos interpretados por artistas afroamericanos.

### 1987
- El video de la canción «Sledgehammer», interpretada por Peter Gabriel, recibió nueve galardones, convirtiéndose en el video más premiado en una sola ceremonia de los VMA, récord que sigue vigente hasta la fecha.[4]

### 1988
- En los Video Music Awards de 1988, Michael Jackson hizo su primera presentación en dichos premios, interpretando su tema «Bad». En esa ocasión fue honrado con el premio Video Vanguard Award.

### 1989
- La actuación en vivo de Jon Bon Jovi y Richie Sambora, de Bon Jovi, quienes interpretaron los temas «Livin' on a Prayer» y «Wanted Dead or Alive» acompañados solo de dos guitarras acústicas de 6 y 12 cuerdas, es considerada la gran inspiración para la creación de la serie MTV Unplugged.
- Madonna realizó una recordada actuación de su tema «Express Yourself», la que sirvió como un adelanto a lo que sería su siguiente gira, Blond Ambition World Tour.
- Luego de presentarse en los VMA, el guitarrista de Guns N' Roses, Izzy Stradlin, fue agredido por el vocalista de Mötley Crüe, Vince Neil. Todo terminó en una batalla verbal entre Vince y el vocalista de Guns N' Roses, Axl Rose, cuando Axl se enfrentó a Vince Neil.[5]
- Cher interpretó «If I Could Turn Back Time» vestida con el mismo atuendo que usó en el video de la canción. Dicho video fue censurado por MTV justamente por el traje que la artista usó.
- El controvertido artista Andrew Dice Clay apareció promocionando la película The adventures of Ford Fairlane, ganándose una prohibición en la cadena luego de haber ejecutado un número considerado vulgar y obsceno.

### 1990
- Madonna interpretó su tema «Vogue» mientras ella y sus bailarines vestían atuendos de estilo francés del siglo XVIII y la cantante tenía un gran parecido a María Antonieta. La presentación resultó ser sexualmente provocativa, ya que en un punto, Madonna tomó y empujó las caras de dos de sus bailarines a sus senos, un bailarín puso su cabeza debajo del vestido de la cantante, otro de sus bailarines acarició sus senos y en otro punto, Madonna levantó su vestido para mostrar su ropa interior. Pese a eso, es considerada una de las actuaciones más memorables de los premios.

### 1991
- Mariah Carey alcanzó la nota más alta de su carrera, un sib7 o Bb7,[6] durante la interpretación de su tema «Emotions».[7]
- El conflicto entre Bret Michaels y C.C. DeVille, integrantes del grupo Poison, culminó en una pelea a golpes luego de que la actuación en vivo de DeVille fuera percibida como torpe. DeVille fue despedido y reemplazado por el guitarrista de la banda Pensilvania, Richie Kotzen.
- En el show de 1991 apareció Paul Reubens por primera vez después de ser arrestado por masturbarse en un teatro. El actor llegó vestido como su famoso personaje Pee-wee Herman y recibió una ovación de pie. Aquella fue la última vez que Reubens se vistió así para un evento público.
- El premio Video Vanguard Award, también conocido como Lifetime Achievement Award, es un reconocimiento entregado a músicos que han tenido un profundo impacto en la denominada industria, el cual fue renombrado en 1991 como MTV Michael Jackson Video Vanguard Award en honor a Michael Jackson.

### 1992

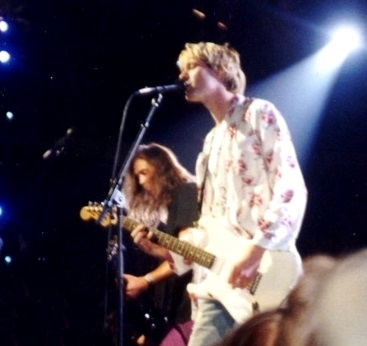
Kurt Cobain y Krist Novoselic en los MTV VMA 1992.

- MTV le pidió al grupo Nirvana que interpretara su canción «Smells Like Teen Spirit» (ganadora de dos premios en la ceremonia), pero la banda había dicho que tocarían dos canciones nuevas, «Rape Me» y «tourette's». Esto no fue del agrado de los ejecutivos del canal, quienes siguieron presionando al grupo para que interpretaran «Smells Like Teen Spirit». Posteriormente, el canal les dio la opción de tocar «Lithium», lo que la banda aceptó. Sin embargo, al comenzar su presentación, Kurt Cobain tocó los primeros acordes de «Rape Me» ante el horror de los ejecutivos. Finalmente, interpretaron las canciones que se habían acordado, pero casi al acabar su presentación —y enojado por el mal funcionamiento de su amplificador—, el bajista Krist Novoselic lanzó su instrumento al aire, el cual cayó sobre su propia frente, dejándolo aturdido sobre el escenario. Mientras tanto, Cobain comenzó a botar los equipos de la banda, al tiempo que el baterista Dave Grohl corrió hacia el micrófono y empezó a gritar repetidamente «Hi, Axl!» («¡Hola, Axl!»).

- Axl Rose retó a duelo a Kurt Cobain durante la ceremonia, luego de que Cobain y su esposa, Courtney Love, le invitaran a «ser el padrino» de Francis Bean, la hija de ellos dos.

- Mientras se desarrollaba el show, Guns N' Roses interpretó «November Rain» junto a Elton John. Momentos antes a la presentación, Kurt Cobain había escupido sobre el piano que supuestamente pertenecía a la banda de Axl. Más tarde, Cobain dijo a la prensa que se sorprendió al ver a Elton John tocando el piano que él había escupido.

- Mientras Eric Clapton tocaba su canción «Tears in Heaven», abajo del escenario bailaban Kurt Cobain y Eddie Vedder.

### 1993
- Madonna causó polémica al interpretar su tema «Bye Bye Baby». En la actuación, ella y sus coristas representaron a personajes masculinos con esmóquines y sombreros de copa acompañadas de unas bailarinas muy provocativas.

- El grupo Pearl Jam interpretó el tema «Animal», una de las pocas canciones presentadas en vivo que jamás tuvo un video rotando en MTV. También interpretaron «Rockin' in the Free World» junto a Neil Young.

- Luego de entregar el premio a Mejor Video R&B, Snoop Dogg supo que la policía estaba buscándolo en el recinto donde se llevaba a cabo la ceremonia. El rapero procedió a retirarse del Anfiteatro Gibson, momento en el que fue capturado por las autoridades. Dogg era buscado por estar presuntamente involucrado en el asesinato de un pandillero en Los Ángeles.

### 1994
- Michael Jackson apareció junto a su entonces pareja, Lisa Marie Presley, para entregar un premio. Ambos se dieron un apasionado beso sobre el escenario, ante la mirada atónita de la audiencia.

- Madonna y Steven Tyler causaron polémica. Tras recibir el premio al Video del Año de manos de Madonna, Steven Tyler bromeó, enseñó sus dedos índice y medio, y dijo, en referencia al libro Sex de Madonna: «¿Por qué Madonna usa estos dos dedos para masturbarse? Porque son míos». Madonna respondió: «Steve, si yo usara tus dedos para masturbarme, no sería masturbación, sería abuso sexual».

- Después de que Nirvana ganara en la categoría Mejor Video Alternativo —recibido por Grohl y Novoselic— se exhibió el video de «Sappy» en memoria de Kurt Cobain.

### 1995
- Michael Jackson hizo una larga presentación de alrededor de 15 minutos, donde interpretó un medley de varias de sus canciones, tales como «Dangerous», «The Way You Make Me Feel», «Black or White» (la cual interpretó con Slash), «You Are Not Alone», «Billie Jean» y «Smooth Criminal». Jackson también realizó sus característicos pasos de baile. Es considerada una de las presentaciones más memorables de los premios.

- Mientras Madonna era entrevistada por Kurt Loder después de la ceremonia, una aparentemente drogada Courtney Love comenzó a arrojarle sus cosméticos desde la acera. Momentos después, Love subió a la plataforma donde se encontraban Madonna y el periodista para revivir una antigua disputa entre ellas. Una avergonzada Madonna se retiró minutos más tarde.

### 1996
- El grupo británico Oasis interpretó su canción «Champagne Supernova», mientras el vocalista Liam Gallagher hizo gestos y escupió en el escenario en señal de desprecio a MTV. Hasta ahora, la página de los premios muestra su desprecio hacia esta acción que le costó más adelante la poca difusión de los videos del grupo.

- MTV transmitió en vivo a Kiss interpretando «Rock and Roll All Nite» desde el puente de Brooklyn.

### 1997
- Puff Daddy interpretó el tema «I'll Be Missing You», que está dedicado al rapero Notorious B.I.G., quien había sido asesinado unos meses atrás. Daddy estuvo acompañado de Faith Evans, Sting y el grupo 112.

- El grupo femenino juvenil del momento, Spice Girls, interpretaron su canción «Say You'll Be There».

- Jay Kay, de Jamiroquai, llegó a la premiación con un sombrero asombrosamente gigante. La banda ganó cuatro premios, incluyendo Breakthrough Video y Video del Año.

- Marilyn Manson cantó «The Beautiful People» al final de la ceremonia.

### 1998
- La actriz Rose McGowan llegó acompañada de su entonces novio, Marilyn Manson, vistiendo un traje transparente, casi sin ropa interior.

- Madonna interpretó el tema «Shanti/Ashtangi», llevando algunos símbolos sagrados, los cuales también conservó en la presentación de «Ray of Light» y una blusa que translucía sus pezones, mientras bailaba provocativamente con Lenny Kravitz. Esto ocasionó un disgusto entre los grupos hindúes quienes vieron la presentación como una falta de respeto hacia lo sagrado. No obstante, esto no fue motivo para opacar las seis estatuillas que se llevó, siendo así la máxima ganadora de la noche.

### 1999
- Un grupo de hombres fanes de Madonna se presentaron en el escenario vestidos como aparece Madonna en algunos de sus videos de distintas épocas. Posteriormente, Madonna apareció en el escenario para agradecerles el homenaje.

- Britney Spears debutó en los VMA. Con una escenografía que incluía pupitres y casilleros, referenciando su video, Spears interpretó «...Baby One More Time» (primer sencillo de su primer álbum). Spears cantó al lado del grupo NSYNC, quienes cantaron su sencillo «Tearin' Up My Heart».

- El atuendo que la rapera Lil' Kim usó en la ceremonia dejaba uno de sus senos completamente descubierto, excepto el pezón, que estaba tapado con una pequeña flor de tela. El atuendo causó mayor controversia cuando Li'l Kim subió al escenario acompañada de Mary J. Blige y Diana Ross para presentar por primera vez el premio al Mejor Video Hip Hop. Ross tomó el seno descubierto de la rapera y lo sacudió, mientras las dos reían a carcajadas.

- Dos de las presentadoras que participaron en la ceremonia fueron Afeni Shakur y Voletta Wallace, las respectivas madres de los raperos Tupac Shakur y Notorious B.I.G.. Ambos músicos fueron asesinados años atrás y esa fue la primera vez que ellas se reunieron.

- El rapero DMX había sido confirmado para cantar durante la ceremonia,[8] pero no se presentó en los ensayos, así que MTV debió eliminar su show a última hora. Para llenar el espacio dejado por DMX, la producción del evento le pidió a Jay Z extender su presentación.[9]

### 2000
- Britney Spears interpretó el clásico de los The Rolling Stones, «(I Can't Get No) Satisfaction», vestida con traje y sombrero negros. Poco antes de comenzar a cantar su canción «Oops!... I Did It Again», Spears se quitó el traje para quedar vestida en un ceñido atuendo color piel que a primera vista parecía ser transparente. Esta presentación está considerada como una de las más icónicas en su carrera.[10]

- Cuando el grupo Limp Bizkit subió al escenario a recibir el premio a Mejor Video Rock, el bajista Tim Commerford de Rage Against the Machine trepó la escenografía, amenazando con saltar desde las alturas. Luego de varios minutos, y mientras los miembros del grupo agradecían su premio, el público presente comenzó a alentar al bajista para que se lanzara. Él nunca lo hizo y el show debió hacer una repentina pausa comercial.

- Christina Aguilera y Britney Spears probaron que los rumores de su rivalidad eran totalmente falsos al aparecer juntas sobre el escenario tomadas de la mano para presentar a Whitney Houston, quien anunció la categoría más importante: Video del Año.

- Mientras Christina Aguilera cantaba su tema «Come On Over Baby (All I Want Is You)», Fred Durst, vocalista de Limp Bizkit, hizo una interrupción al subirse a la tarima y cantar junto a ella un segmento de «Livin' It Up». Más tarde, los enojados seguidores de Durst dijeron que él se había «vendido» al estar junto a Aguilera. Posteriormente, se supo que la colaboración estaba planificada, de hecho, Durst manifestó haberse molestado porque Aguilera no se presentó en el ensayo por estar arreglando su cabello.[11]

- MTV le dio una segunda oportunidad al rapero DMX para que se presentara en vivo durante su ceremonia, pero esta vez no asistió a las pruebas de vestuario.[9] Tal como el año anterior, los productores del evento optaron por prescindir de su espectáculo a último momento y acudieron al rapero Nelly para llenar el hueco dejado por DMX.[9]

### 2001
- Britney Spears presentó su tema «I'm a Slave 4 U» con un revelador traje de tul, acompañada de un tigre blanco y moviéndose con una serpiente pitón albina montada en sus hombros. Recreando en la presentación un sauna dentro de una jungla, Spears realizó una coreografía extrema y sensual. A pesar de que los miembros de la organización animalista PETA criticaron a Spears por la inclusión de animales exóticos, es considerada una de las actuaciones más impactantes y memorables en la historia de los VMA.

- U2 se aprontaba a interpretar un medley que incluía «Elevation», «Beautiful Day» y «Stuck in a moment you can't get out of», pero hubo una falla eléctrica y MTV tuvo que hacer una pausa comercial durante varios minutos hasta que se resolvió el problema y la banda pudo concretar su actuación. Al concluir la presentación, Bono dijo: «MTV olvidó pagar la cuenta de la electricidad».

- Cuando 'N Sync cantaba su tema «Pop», apareció Michael Jackson ante la sorpresa del público y del mismo grupo ejecutando sus característicos pasos de baile al ritmo del beatboxing de Justin Timberlake.

- La cantante Aaliyah, quien murió en un accidente aéreo dos semanas antes de la ceremonia, fue homenajeada por Timbaland, Ginuwine y Missy Elliott. Esta última llegó al evento con un retrato de Aaliyah estampado en la parte posterior de su chaqueta.[12]

### 2002
- El show inició con Bruce Springsteen y la E Street Band interpretando «The Rising» desde el Museo Americano de Historia Natural. Esta presentación estuvo dedicada a los rescatistas que murieron durante los atentados terroristas de 2001.[13]

- A casi un año de los atentados, el exalcalde de Nueva York, Rudolph Giuliani, hizo una aparición durante la ceremonia para agradecer a los músicos por su apoyo a la ciudad.[13] Acto seguido, la cantante Sheryl Crow rindió un tributo a Nueva York interpretando la balada «Safe and Sound».[13]

- Eminem se vio envuelto en una confrontación con el compositor Moby, quien tildó la música del rapero como «misógina» y «homofóbica». Al ganar el premio a Mejor Video Masculino por su canción «Without Me», Moby comenzó a abuchearle, a lo que el rapero respondió retando al compositor a una pelea si continuaba abucheándole.

- «Without Me» también recibió el premio a Video del Año, haciendo que Eminem se convirtiera en el primer artista en recibir este galardón dos veces (ya lo había conseguido en 2000 por «The Real Slim Shady»).

- La cantante colombiana Shakira hizo su aparición interpretando su tema «Objection (Tango)», de su álbum bilingüe, Laundry Service, lo que la convirtió en la primera cantante latinoamericana en participar en una gala en la historia de los MTV Video Music Awards. Aunque la canción originalmente combina ritmos de tango con el pop, la interpretación tuvo fondos musicales de samba además de que Shakira incorporó la danza del vientre en la presentación. Su actuación en el escenario fue muy elogiada por la prensa de MTV.

- Britney Spears le otorgó un regalo a Michael Jackson por su cumpleaños número 44. Dentro de todos los halagos, Spears se refirió a Jackson como «mi artista del milenio». Jackson creyó que recibiría el premio al Artista del Milenio y dijo: «Cuando era pequeño, si alguien me hubiera dicho que recibiría el premio a "Artista del Milenio", jamás lo hubiera creído».

- La cantante canadiense Avril Lavigne se alzó en la ceremonia con el premio a Mejor Artista Nuevo, siendo en ese entonces, la artista más joven en recibir dicho premio, con solamente 17 años de edad.

- Pink recibió el premio a Mejor Video Femenino por su sencillo «Get the Party Started». Durante su discurso, se vio que la cantante estaba completamente bajo los efectos del alcohol.

- Chilli y T-Boz, las dos integrantes sobrevivientes del grupo TLC, aparecieron públicamente por primera vez para rendir tributo a su compañera Lisa Lopes, quien murió en un accidente automovilístico en Honduras meses antes.[14]

- Al término de los premios, Jimmy Fallon hizo la presentación de Guns N' Roses quienes hicieron una presentación sorpresa. Axl Rose apareció con la nueva alineación y una nueva apariencia, tocando las canciones «Welcome to the Jungle», «Madagascar» y «Paradise City».

### 2003

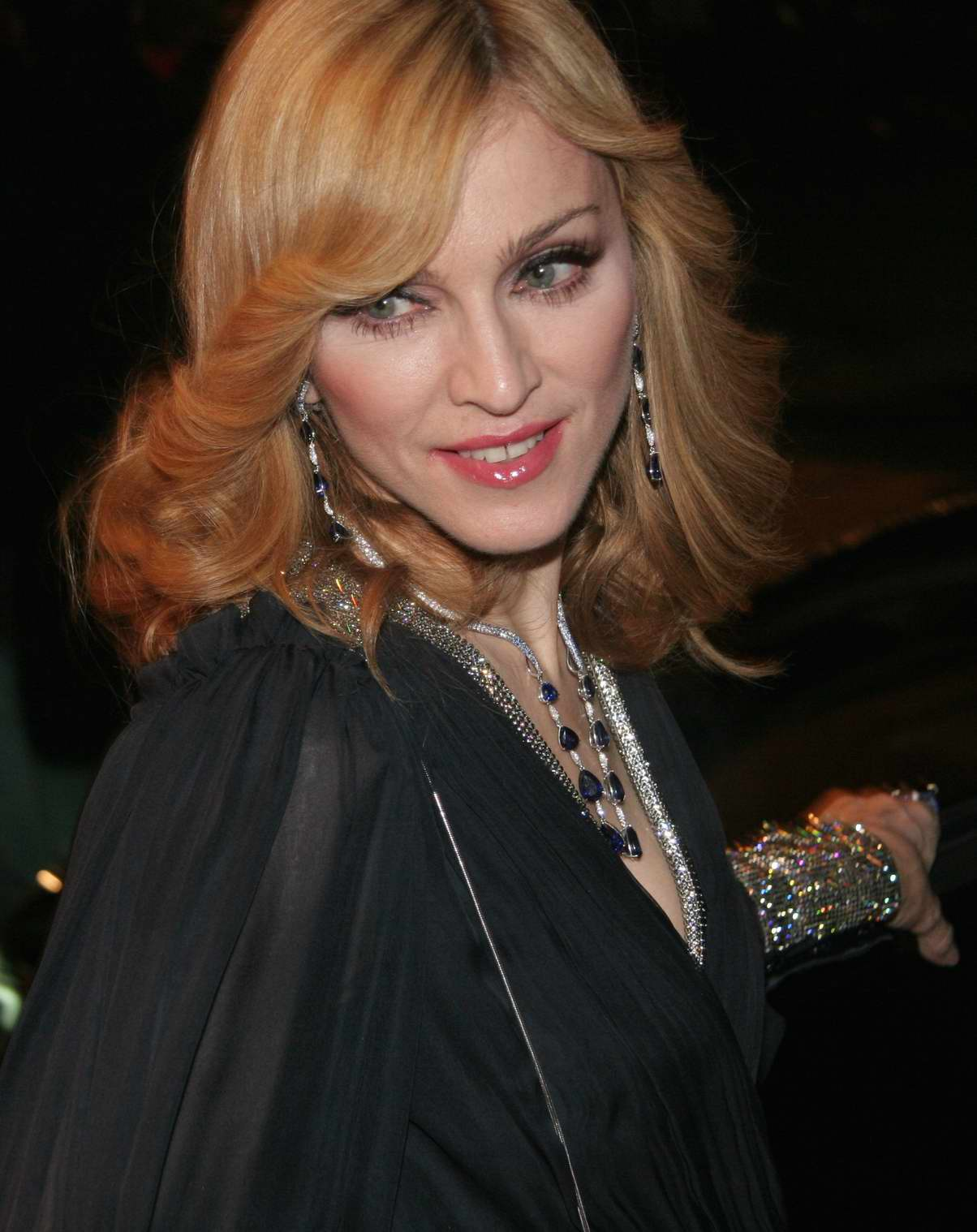
Madonna ha realizado varias presentaciones controvertidas en la historia de los VMA.

- Madonna volvió a provocar a la audiencia al besar a Britney Spears y a Christina Aguilera. Mientras Spears y Aguilera interpretaban «Like a Virgin» vestidas de novia, recreando la presentación que Madonna realizó en los VMA de 1984, Madonna apareció en el escenario con un traje negro como un «novio» e interpretó su tema «Hollywood». Poco después, Madonna besó en los labios a Spears y Aguilera. Justo cuando el clímax del show era marcado por el beso, las cámaras mostraron la cara de Justin Timberlake (exnovio de Spears) delatando su asombro. Finalmente Missy Elliott apareció en el escenario para interpretar un extracto de su tema «Work It». Este es constantemente referenciado como uno de los momentos que definieron el impacto de los premios en la cultura pop.

- La banda de heavy metal Metallica interpretó un medley versionando las canciones «Are You Gonna Go My Way» de Lenny Kravitz, «Smells Like Teen Spirit» de Nirvana, «Seven Nation Army» de White Stripes y «Beat It» de Michael Jackson.

- Beyoncé interpretó sus temas «Baby Boy» y «Crazy in Love». Al final se unió el rapero Jay-Z para interpretar Crazy in Love junto con la artista,

### 2004
- D12 decidió parodiar a AC/DC y Guns N' Roses. El público fue sorprendido por Slash que aceptó a parodiarse a sí mismo, como guitarrista líder de Guns N' Roses

- Cuando Eminem interpretaba junto a D12 el sencillo «My band», enseñó su trasero al público. MTV decidió cortar dicha escena debido a que el evento era transmitido con algunos segundos de desfase. Sin embargo, algunas fotografías aparecieron en Internet posteriormente.

### 2005
- Por primera vez en la historia de los premios, un video de una canción de habla no inglesa fue nominado en sus categorías. El logro fue alcanzado por Shakira y Alejandro Sanz, con el tema en español «La Tortura», y la canción fue interpretada por ambos durante la ceremonia.

- Kelly Clarkson dio una enérgica presentación de su tema «Since U Been Gone». Al final de su presentación, Clarkson terminó toda empapada debido a que se roció agua en el escenario.

- La banda estadounidense de rock Green Day fue quien se llevó más premios esa noche, con un total de seis, por su video del tema «Boulevard of Broken Dreams».

### 2006
- Por primera vez, la audiencia de MTV tuvo el poder de votar por sus videos favoritos a través de Internet. Solo algunas categorías siguieron siendo de elección privada.

- Shakira y la banda Red Hot Chili Peppers lideraron las nominaciones con siete cada uno, pero ambos solo recibieron uno (Mejor Coreografía en el caso de Shakira y Mejor Dirección de Arte en el caso de Red Hot Chili Peppers). Shakira interpretó su éxito Hips Don't Lie en una de las presentaciones más memorables del tema.

- La rapera Lil' Kim apareció sorpresivamente en escena después de pasar un año y un día en la cárcel por haberle mentido a un tribunal federal.[15] La cantante llegó escoltada por dos guardias al escenario y vestía un mono naranja. Posteriormente, se quitó el uniforme de prisión y reveló un ceñido atuendo negro, solo para presentar el premio al Mejor Video Masculino.[16]

- La banda de heavy metal Avenged Sevenfold recibió el premio a Mejor Artista Nuevo por su tema «Bat Country», venciendo a futuras estrellas de la música pop como Chris Brown o Rihanna.

- La banda Panic! at the Disco ganó el premio a Video del Año por su canción «I Write Sins Not Tragedies» sin haber ganado antes en ninguna otra categoría, siendo esta la primera vez que esto sucede desde la gala de 1989, cuando Neil Young lo hizo con su tema «This Note's for You».

- Mientras Panic! at the Disco aceptaba su premio a Video del Año, un hombre llamado Sixx saltó a la tarima. El sujeto alegó que MTV había rechazado su programa de televisión e instó al público a visitar una página web. Esta no era la primera vez que Sixx se infiltraba en los MTV Video Music Awards.

### 2007
- Britney Spears fue la encargada de abrir la ceremonia interpretando el tema «Gimme More», primer sencillo de su quinto álbum de estudio tras cuatro años sin actuar en los VMA. Spears apareció vestida con un bikini negro y botas acompañada por un grupo de bailarines. Aunque esta fue altamente anticipada por MTV como el esperado regreso de Spears a los escenarios, la presentación fue duramente criticada, con comentarios que referenciaban la falta de energía en su baile y su supuesto sobrepeso.

- Cuando Justin Timberlake subió al escenario a recibir el premio a Mejor Artista Masculino, le pidió a MTV que exhibiera más videos musicales y menos reality shows y agregó: «No queremos ver a Los Simpson en realidad simulada».[17] El cantante dio este discurso mientras recibía el trofeo de manos de Whitney Port, Lauren Conrad y Audrina Patridge, protagonistas del reality show de MTV, The Hills.

- Kid Rock y Tommy Lee, exesposos de la actriz Pamela Anderson, se pelearon durante la ceremonia mientras Alicia Keys cantaba en el escenario.[18][19]

### 2008
- Tras semanas de especulaciones, Britney Spears participó en la gala y fue la encargada de abrir el espectáculo con un breve discurso y un video pregrabado. Al final de la ceremonia, Spears fue la artista más premiada al ganar en las categorías Mejor Video Pop, Mejor Video Femenino y Video del Año por Piece of Me.[20]

- Russell Brand, el anfitrión del evento, instó al público estadounidense a votar por el entonces candidato demócrata Barack Obama y agregó: «Yo pienso que este es un país de mentalidad abierta porque de otra forma no me explico que hayan dejado a un vaquero retardado ser presidente durante ocho años», refiriéndose a George W. Bush.[21] Estas declaraciones resultaron no ser de total agrado en Estados Unidos.[22]

- Brand también se burló del trío Jonas Brothers por el «anillo de pureza» que llevan en su mano izquierda, el cual representa su compromiso a no tener relaciones sexuales antes del matrimonio.[21] Momentos después, la ganadora de American Idol, Jordin Sparks, los defendió diciendo: «No todos los adolescentes quieren ser unos golfos». Brand accedió a pedir disculpas, aunque los Jonas Brothers aseguraron posteriormente no sentirse ofendidos con sus bromas.[23] De la misma manera, Sparks fue también criticada por sugerir que quienes no llevan anillos de pureza son promiscuos.

### 2009

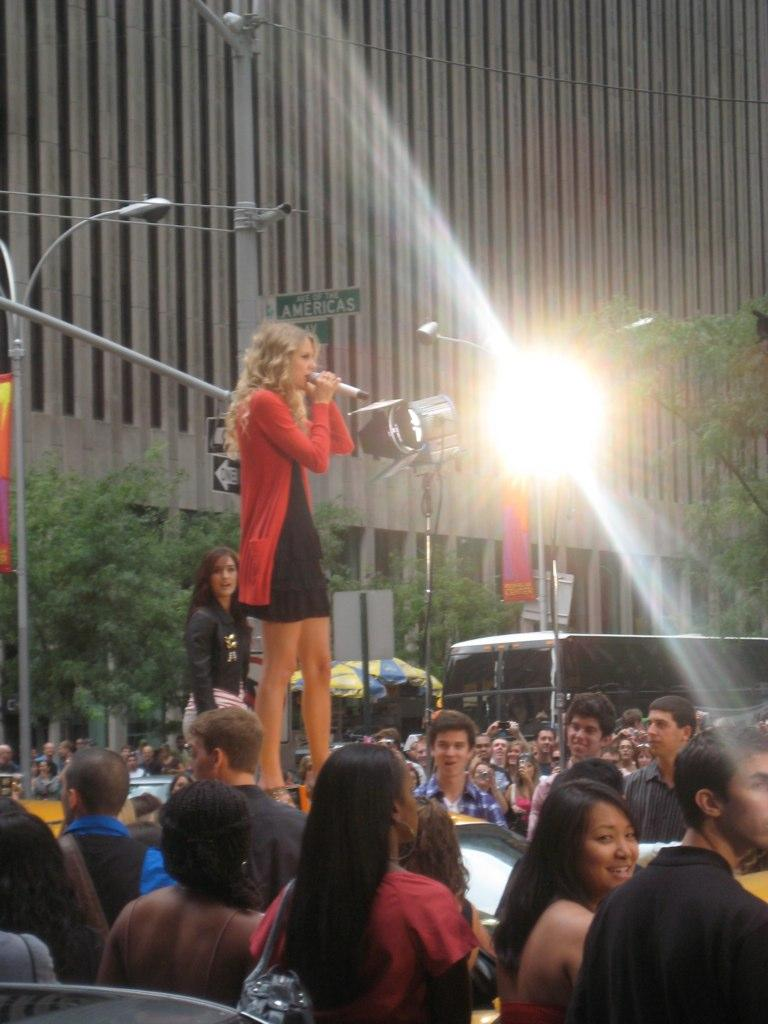
Taylor Swift interpretando «You belong with me» en las calles de Nueva York durante los MTV VMA 2009.

- Madonna homenajeó al entonces recién fallecido Michael Jackson con un discurso al comienzo de la ceremonia. Acto seguido, un grupo de bailarines recreó las coreografías que Jackson ejecutó en sus videos «Thriller», «Bad» y «Smooth Criminal». Después, Janet Jackson rindió tributo a su fallecido hermano al cantar y bailar un extracto de la canción que juntos interpretaron en 1995, «Scream».

- Cuando Taylor Swift daba sus agradecimientos por ganar el premio a Mejor Video Femenino, el rapero Kanye West subió sorpresivamente al escenario, le arrebató el micrófono y dijo que «Beyoncé tenía uno de los mejores vídeos de todos los tiempos», sugiriendo que la cantante (también nominada en la misma categoría por su vídeo «Single Ladies») debió haber ganado ese trofeo. En el clímax del suceso, las cámaras mostraron la cara de una avergonzada Beyoncé. Tras acabar, West inmediatamente fue abucheado por el público asistente, lo que obligó a la cadena a expulsar al rapero de la ceremonia y a hacer una repentina pausa comercial. Más tarde, cuando Beyoncé ganó el premio a Vídeo del Año, llamó a Swift al escenario para que terminara su discurso de aceptación. Este incidente suscitó numerosas críticas hacia West por parte de distintas personalidades de la música, como P!nk, 50 Cent y Janet Jackson, entre otros.

- Lady Gaga realizó su debut en los VMA interpretando su tema «Paparazzi». Al finalizar su presentación, su traje blanco se comenzó a empapar en sangre artificial para terminar colgada de una cuerda suspendida sobre el escenario. Dicha presentación fue elogiada y considerada una de las más memorables en los premios.

- Pink interpretó su tema «Sober» mientras realizaba un acto de trapecio durante toda su actuación.

- Jay-Z y Alicia Keys se unieron para cerrar la ceremonia cantando «Empire State of Mind». Casi al finalizar la presentación, la rapera Lil Mama se levantó de su asiento entre el público y posó junto a ellos sobre el escenario. Mama se disculparía posteriormente, asegurando que no quiso faltar el respeto a los artistas. Según ella, se dejó llevar por sus emociones.[24] Más de doce años después del incidente, Alicia Keys dijo que estaba tan concentrada interpretando en ese momento, que no notó a Mama parada en el escenario sino hasta que terminó el espectáculo.[25] Por su parte, Jay-Z dijo haber perdonado a Mama, aunque recomendó a la gente no saltar sobre los escenarios de otros artistas.[26]

### 2010
- Lady Gaga rompió récord al obtener 18 nominaciones con sus videos «Bad Romance» y «Telephone» y por la colaboración con Beyoncé, «Video Phone», y por ser la primera mujer en obtener dos candidaturas en una misma categoría, Vídeo del año, por «Bad Romance» y «Telephone». Finalmente ganó ocho estatuillas.

- Cuando Lady Gaga recibió el premio a Video del Año, usó un vestido confeccionado con carne cruda. El vestido fue criticado duramente por la organización animalista PETA, aunque después fue invitada por el presidente de esa organización a una cena privada.

- Chelsea Handler, la anfitriona de la ceremonia, hizo varios videos de ella con otras celebridades como Kesha, Drake, Justin Bieber y Lindsay Lohan, entre otros.

- Justin Bieber obtuvo el galardón a Mejor Artista Nuevo, con 16 años de edad. En ese entonces fue la persona más joven en ganarlo, rompiendo el récord que ya obtuviera Avril Lavigne en 2002.

- Eminem fue el encargado de abrir el espectáculo cantando «Not Afraid» y después cantó junto con Rihanna el tema «Love The Way You Lie». Luego de esta presentación, tuvo que viajar a Nueva York, así que no pudo recibir los dos premios que ganó.

- Taylor Swift cantó la canción «Innocent», la cual fue dedicada a Kanye West debido al incidente del año anterior.

- Tras 21 Años, Cher reapareció en los VMA para entregar el premio del Video del Año. La sorpresa que causó fue que, con 64 años de edad, usó el mismo body negro que dos décadas atrás usara para el video de la canción «I Found Someone».

### 2011

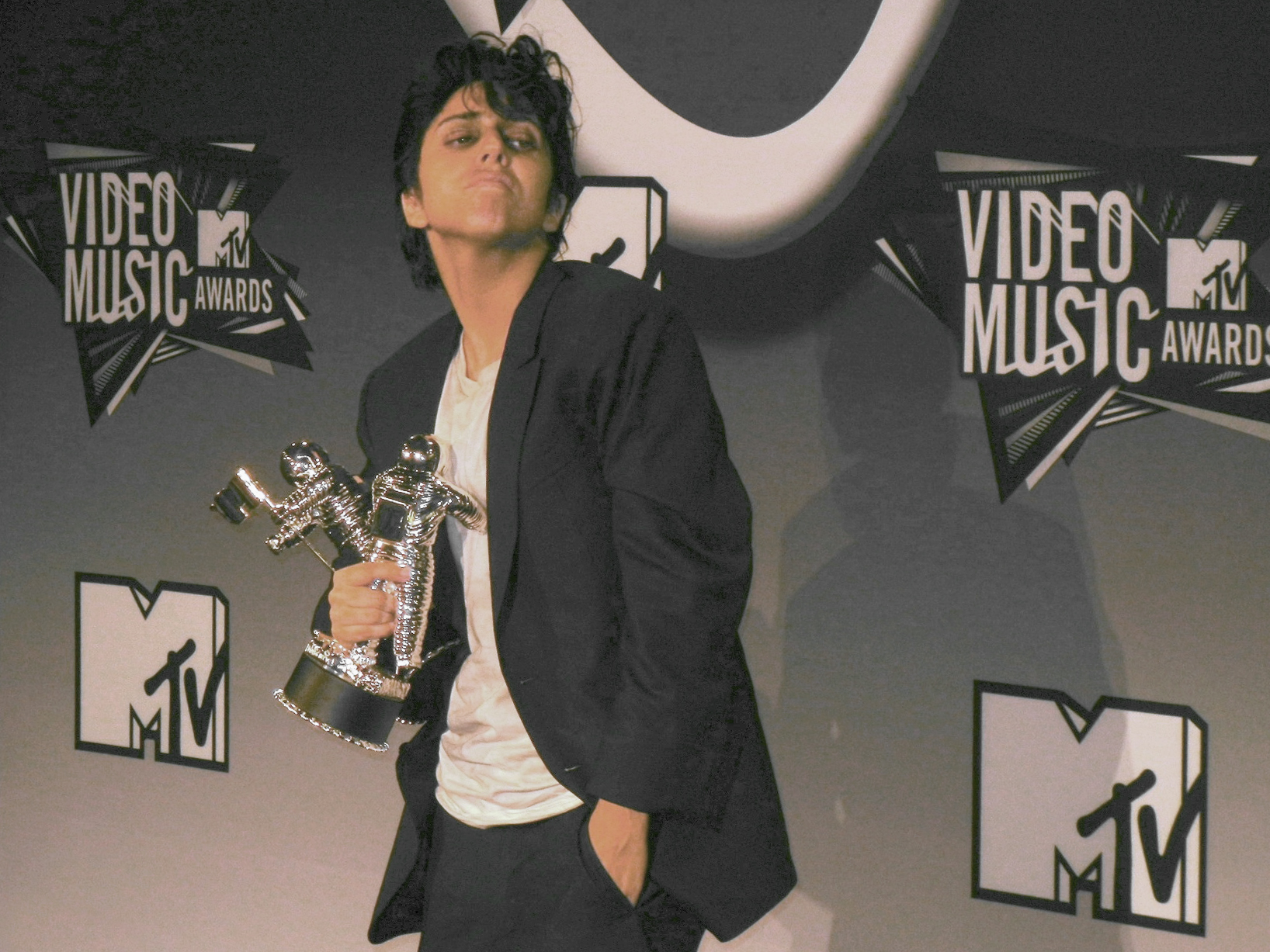
Lady Gaga interpretando a su álter ego, Jo Calderone, en los VMA 2011.

- Lady Gaga volvió a causar polémica al asistir a la ceremonia vestida de hombre, evocando a su alter ego masculino Jo Calderone. Ella abrió la ceremonia con un monólogo de casi ocho minutos y luego procedió a cantar su sencillo Yoü and I junto a Brian May, el guitarrista de Queen.
- Britney Spears recibió un tributo en el que un grupo de chicas bailaron sus canciones más conocidas: «...Baby One More Time», «Oops!... I Did It Again», «Toxic», «Circus», «I'm a Slave 4 U» y «Till the World Ends». Tras la actuación, Spears recibió de mano de Lady Gaga el MTV Michael Jackson Video Vanguard Award. Más tarde obtendría también el premio a Mejor Video Pop.
- Britney Spears y Lady Gaga estuvieron a punto de besarse, aunque finalmente Spears se negó alegando que «ya hice esto antes», esto en alusión al beso que Spears se dio con Madonna en los VMA de 2003.
- Beyoncé anunció su primer embarazo en plena alfombra roja de la premiación. Luego, al inicio de su presentación de «Love on Top» dijo: «Esta noche quiero que os pongáis de pie, quiero que sintáis el amor que está creciendo dentro de mí». Al término de su actuación, soltó su micrófono, se desabrochó la chaqueta y se frotó el estómago, anunciando de nuevo su embarazo ante la atónita audiencia.
- MTV rindió un homenaje a la recientemente fallecida cantante Amy Winehouse acompañado de la actuación de Bruno Mars interpretando «Valerie».
- El reconocido cantante Tony Bennett también rindió tributo a la cantante británica Amy Winehouse.[27]
- Esta edición de los premios batió un récord de audiencia respecto a las ceremonias pasadas, al registrar 12 400 000 televidentes. Además, se convirtió en la entrega de premios más comentada en la red social Twitter con más de 10 000 000 de tweets.[28]

### 2012
- Los MTV Video Music Awards 2012 se llevaron a cabo por primera vez en el Staples Center de Los Ángeles, California, el jueves 6 de septiembre de 2012.
- Rihanna ganó el premio al Video del año por «We Found Love». Al ser esta la segunda vez que obtiene este reconocimiento (ya lo hizo antes en 2007 con su tema Umbrella), la cantante repitió la proeza que ya lograra Eminem en 2002.
- La cantante de R&B Alicia Keys interpretó por primera vez su sencillo «Girl on Fire», acompañada de un verso de la rapera Nicki Minaj y una aparición sorpresa de la gimnasta artística estadounidense y medallista de oro en los Juegos Olímpicos de Londres 2012, Gabby Douglas.
- El grupo británico One Direction fue el que más premios obtuvo esa noche, con un total de tres.
- Esta edición de los premios fue la menos vista por los estadounidenses desde 1994, año en que MTV comenzó a medir la audiencia de sus ceremonias de premios.[29] Se calcula que 6,1 millones de personas sintonizaron el show, menos de la mitad que el año anterior.[29] El principal motivo de esta baja fue la competencia que tuvieron los VMA con el discurso del presidente Barack Obama en la Convención Nacional Demócrata,[29] a pesar de que dos días antes MTV decidió atrasar su ceremonia de premios una hora para evitar conflictos directos con el evento político.[29]

### 2013
- Los MTV Video Music Awards 2013 se llevaron a cabo por primera vez en el Barclays Center de Brooklyn, Nueva York.[30]
- Para esta edición de los premios, el trofeo fue rediseñado por el artista KAWS.[1] Es la primera vez en la historia de los Video Music Awards que la estatuilla cromada con forma de astronauta sufre alguna modificación.[1]
- Lady Gaga abrió el espectáculo con su canción «Applause». Esta fue su primera aparición después de pasar seis meses alejada de los escenarios por una lesión en su cadera.[31]
- Justin Timberlake impuso el récord de la presentación musical más larga en la historia de los VMAs[32] y fue la más vista de la noche.[33] En más de quince minutos, interpretó temas como «Cry Me a River», «Suit & Tie», «Mirrors», «SexyBack», «My Love», «Rock Your Body» y «Take Back the Night», entre otras. Asimismo, la boyband 'N Sync lo acompañó durante la canción «Bye Bye Bye», siendo esta la primera vez que se reunían sobre un escenario en diez años. Al concluir la presentación, Timberlake recibió el premio honorífico MTV Michael Jackson Video Vanguard Award,[34] siendo el máximo ganador de la noche, con cuatro estatuillas, incluida la de Video del año.
- Miley Cyrus actuó por primera vez en los VMA entonando su canción «We Can't Stop», acompañada de bailarinas vestidas como enormes osos de peluche y de Robin Thicke, quien se unió a Cyrus y cantó su tema «Blurred Lines». Esta presentación generó polémica y recibió opiniones generalmente negativas por parte de críticos y el público por el baile sexualmente sugerente que Cyrus realizó en toda la actuación, conocido como twerking, mientras los fanes de la artista y personalidades del mundo de la música la apoyaron, siendo comparada con Madonna o Britney Spears. La controversia generalizada por esta presentación ha hecho que sea una de las más comentadas de la historia de la cadena norteamericana y una de las más recordadas.
- Katy Perry cerró la ceremonia interpretando en vivo por primera vez su canción «Roar» en un cuadrilátero de boxeo ubicado a los pies del Puente de Brooklyn.[35]

### 2014
- Los MTV Video Music Awards 2014 fueron entregados el domingo 24 de agosto de 2014 en una ceremonia realizada por primera vez en el estadio The Forum, en la localidad de Inglewood, California.[36][37]

- Por primera vez, MTV anunció a los nominados a través de Snapchat el 17 de julio de 2014, siendo Beyoncé la más nominada.

- Katy Perry y el rapero Riff-Raff llegaron juntos y vestidos completamente de mezclilla para rendir tributo a los atuendos que lucieron Britney Spears y Justin Timberlake durante los premios American Music Awards de 2001.[38] La modelo Amber Rose también hizo un homenaje al revelador vestido de cuentas que usó Rose McGowan en los VMA de 1998.[39]

- Cuando Miley Cyrus fue anunciada ganadora de la categoría Vídeo del Año, por su canción «Wrecking Ball», Cyrus cedió su lugar a un joven sin hogar llamado Jesse, perteneciente a la fundación My Friend's Place, la cual brinda apoyo a personas indigentes. Durante los segundos que Jesse estuvo en el escenario, explicó cómo el público podía hacer donaciones a su fundación.[40] Este acto por parte de Cyrus hizo que algunos medios de comunicación la alabasen con buenas críticas, a diferencia de la polémica que protagonizó el año anterior.[41][42] Días después de la gala, según The New York Times, se consiguió recaudar más de 200.000 $ para ayudar a la fundación.[43]

- Al final de la ceremonia, Beyoncé interpretó las canciones de su quinto álbum de estudio en un medley de quince minutos de duración. Al concluir, su marido Jay-Z y la hija de ambos, Blue Ivy Carter, aparecieron para entregarle el premio honorífico MTV Michael Jackson Video Vanguard Award.[44]

### 2015
- Los MTV Video Music Awards 2015 fueron entregados el domingo 30 de agosto de 2015 en una ceremonia realizada en el Microsoft Theatre de Los Ángeles y la anfitriona fue la cantante y actriz Miley Cyrus.[45] Este año fue la primera vez en tres años que la ceremonia tuvo un anfitrión designado, después de que Kevin Hart lo acogiese en 2012. Las nominaciones fueron anunciadas el 21 de julio de 2015, siendo Taylor Swift la más nominada con 10 nominaciones a llevarse el Moonman.[46]
- La organización Parents Television Council realizó una petición para que Miley Cyrus, la anfitriona de ese año, no atienda la gala por considerarla inapropiada para los niños, o que por lo menos, el espectáculo presentado por Cyrus fuese catalogado para mayores de edad por prudencia a causa de las controversias del 2013.[47]
- Tal como en la edición de 2013, el galardón fue rediseñado. En esta ocasión fue el diseñador de modas Jeremy Scott, director creativo de Moschino, el encargado de añadirle una degradación de colores, un colgante con el símbolo de la paz y unas pequeñas alas en el calzado de la estatua.[48]
- Taylor Swift fue la gran ganadora de la noche al llevarse 4 galardones de los 9 a los que optaba, incluyendo el Mejor Vídeo del Año por «Bad Blood».[49]
- Después de dos años de ausencia en los escenarios, Justin Bieber vuelve a los VMA esta vez cantando sus temas «Where Are Ü Now» y «What Do You Mean?», al término de su presentación, rompió en llanto.
- Nicki Minaj atacó a la presentadora Miley Cyrus: cuando Minaj estaba dando su discurso de agradecimiento, miro a Cyrus (quien se encontraba en el escenario) y dijo: «Y ahora solo vean a esta p*rra que dijo muchas cosas sobre mi a la prensa. Miley, ¿qué pasó?».
- Kanye West fue galardonado con el MTV Michael Jackson Video Vanguard Award, siendo presentado por Taylor Swift. Durante su extenso discurso de agradecimiento, West defendió la libertad de expresión en Estados Unidos y dijo que en 2020 se presentaría a las elecciones a la presidencia de ese país.[50]
- Miley Cyrus cerró la premiación con su nueva canción «Dooo It!» acompañada de 30 Drag Queens. Al final de la presentación, la cantante anunció el lanzamiento gratuito de su nuevo proyecto Miley Cyrus and Her Dead Petz, en conjunto con la banda estadounidense de rock psicodélico, The Flaming Lips.

### 2016
- Los MTV Video Music Awards 2016 fueron entregados el domingo 28 de agosto de 2016 en una ceremonia realizada, por primera vez en la historia de la cadena, en el Madison Square Garden de Nueva York.[51]
- Rihanna fue la encargada de abrir y cerrar el show realizando cuatro presentaciones donde cantó sus más exitosos hits. Al final de la noche recibió de las manos de Drake el premio honorífico MTV Michael Jackson Video Vanguard Award por su trayectoria y contribución al mundo de la música.
- Beyoncé actuó por sorpresa durante 16 minutos realizando un medley con temas de su sexto álbum, Lemonade.
- Britney Spears regresó a los escenarios de los VMA después de nueve años desde su criticada actuación en los VMA de 2007, interpretando «Make Me...» el primer sencillo de su noveno álbum de estudio, junto al rapero G-Eazy y después ambos interpretaron «Me, Myself & I».
- The Chainsmokers interpretaron su tema «Closer» junto a Halsey.
- Kanye West obtuvo un corto tiempo en la ceremonia y presentó el video de «Fade» de su álbum The Life of Pablo.
- Beyoncé obtuvo 11 nominaciones, y se convirtió en la máxima ganadora de la noche, llevándose 8 estatuillas incluyendo la categoría Video del año por «Formation». Se convirtió en la tercera artista en conseguir el reconocimiento por segunda vez, repitiendo la proeza ya lograda por Eminem en 2002 y Rihanna en 2012.

### 2017
- A pesar de haber sido anunciado oficialmente como parte del show y estar nominado en cinco categorías, el músico canadiense The Weeknd no asistió a la ceremonia.[52] Al día siguiente, el portal de noticias TMZ aseguró que su ausencia se debió a la fatiga que experimentó por la gira Starboy: Legend of the Fall Tour que venía realizando hace meses.[53]
- La banda Fifth Harmony comenzó su presentación con cinco siluetas, pero luego una de ellas saltó al vacío, haciendo alusión a la salida del grupo por parte de Camila Cabello. Seguidamente, las cuatro cantantes restantes continuaron interpretando sus sencillos «Angel» y «Down».
- Miley Cyrus volvió a los VMAs para interpretar por primera vez en vivo su nuevo sencillo «Younger Now». Cyrus vistió un mono de estilo "country" rosa y peinada con un tupé, simulando la estética del videoclip rodeada de sus bailarines de la tercera edad para con quien interactúa a lo largo de los cuatro minutos que duró su momento, así como unos niños pequeños montados en unas motos en miniatura, mientras desde el techo del estadio colgaba un letrero iluminado donde se podía leer el título de la canción así como el nuevo álbum. Cyrus rápidamente fue ovacionada por el público y se convirtió en "trending topic" mundial, recibiendo comentarios positivos por su presentación y calidad vocal.[54]
- La cantante neozelandesa Lorde presentó su tema «Homemade Dynamite» haciendo una rutina de danza interpretativa sin poder cantar. Esto se debió a la gripe que la afectaba, por la cual recibió terapia intravenosa momentos antes del evento.[55]
- Logic interpretó su tema «1-800-273-8255» junto con Alessia Cara y Khalid. En el escenario aparecieron sobrevivientes de intento de suicidio, que llevaban camisetas con el número de teléfono en la parte delantera y la frase You Are Not Alone —«No estás solo»— escrita en la parte posterior. Durante su actuación, Logic pronunció un discurso sobre agradecer a la audiencia por darle una plataforma para hablar sobre los temas «de los que los principales medios no quieren hablar: salud mental, ansiedad, suicidio, depresión».[56] Añadió además, «Me importa un bledo si eres negro, blanco o de cualquier color. No me importa si eres cristiano, musulmán, homosexual, heterosexual. Estoy aquí para luchar por su igualdad, porque creo que todos nacemos iguales, pero no somos tratados por igual y es por eso que debemos luchar».[56] Después de la presentación, la National Suicide Prevention Lifeline —Línea de Vida Nacional para la Prevención del Suicidio— experimentó un aumento del 50% en llamadas.[56]
- Casi al final de la ceremonia, subió al escenario el reverendo Robert Lee IV —sobrino lejano del general Robert E. Lee— para hablar contra el racismo en Estados Unidos (esto en el contexto de las violentas manifestaciones de grupos de extrema derecha que se oponían a la retirada de un monumento dedicado a Robert E. Lee en la ciudad de Charlottesville y que terminaron con la muerte de una mujer llamada Heather Heyer). Durante su discurso, el sacerdote se refirió al racismo como «el pecado original de Estados Unidos» e instó al público a inspirarse en movimientos sociales como Black Lives Matter, Women's March y la recientemente creada Heather Heyer Foundation. Una semana después, Robert Lee IV renunció a su iglesia debido a la «dolorosa reacción» que tuvieron muchos de sus seguidores después de escucharlo en los VMAs.[57]

### 2018
- Si bien la ceremonia de los VMA se transmitió en directo desde el Radio City Music Hall, Nicki Minaj interpretó un popurrí de canciones desde la estación de metro World Trade Center, ubicada a más de 6 km de distancia. Al día siguiente, gracias a unas fotografías de la agencia Getty Images, quedó al descubierto que su presentación había sido grabada el domingo 19 de agosto.[58]

- Cuatro días antes de los VMA, la legendaria cantante Aretha Franklin falleció. En ese contexto, la producción de MTV decidió rendirle un tributo durante la ceremonia.[59] Para ello, se le pidió a Madonna que compartiera alguna anécdota relacionada con Franklin cuando llegara el momento de entregar el último premio de la noche.[60] En su discurso, Madonna destacó la influencia que tuvo Franklin en su propia carrera, en vez de hablar de la música y el legado de la fallecida «Reina del Soul».[61][62] Esto generó malestar en parte del público, pues consideraron al discurso como egocéntrico e irrespetuoso.[62][63] Posteriormente, Madonna se defendió argumentando que su objetivo en los VMA nunca fue homenajear a Franklin, sino contar una historia relacionada con ella y entregar el premio a Video del Año.[64] Finalmente, Tim Franklin —sobrino de Aretha— aseguró que su familia no estaba molesta con Madonna.[65]

### 2019
- La ceremonia de premiación de 2019 se realizó por primera vez en Newark, Nueva Jersey, específicamente en el Prudential Center.
- En esta edición de los premios, MTV presentó la nueva categoría «Mejor video K-pop». Sin embargo, algunos seguidores de ese género musical protestaron a través de redes sociales argumentando que la decisión de MTV solo sirvió para excluir a los artistas surcoreanos, impidiéndoles recibir nominaciones en categorías más importantes y competir con músicos occidentales.[66][67] Más tarde, MTV anunció tres nuevas categorías, entre ellas, Mejor grupo, donde los surcoreanos de Blackpink y BTS competirían con artistas de otros territorios, como Jonas Brothers, CNCO y 5 Seconds of Summer.

- Aunque Miley Cyrus no recibió nominación alguna por su EP She Is Coming, MTV utilizó su imagen para promocionar los premios. Esto generó molestia en Cyrus y sus seguidores, quienes se manifestaron a través de Instagram en contra de los VMAs.[68] No obstante, semanas después, la cantante recibió dos nominaciones en categorías nuevas gracias a su sencillo «Mother's Daughter».[69] Asimismo, el mismo día del evento, fue anunciada su participación en la gala, dando lugar a la actuación en vivo de su más reciente sencillo «Slide Away».[70]

- Tras el estreno del documental Leaving Neverland —donde Wade Robson y James Safechuck acusan a Michael Jackson de haber abusado sexualmente de ellos cuando eran niños— la producción de MTV habría considerado cambiar el nombre de su premio honorífico MTV Michael Jackson Video Vanguard Award.[71] Sin embargo, dos semanas antes de la ceremonia, MTV confirmó que el nombre del premio se mantendría al anunciar que Missy Elliott sería la artista ganadora en la edición 2019. Ante esto, Wade Robson calificó la decisión de MTV como «desafortunada».[72]

- Gracias a su canción «Con altura» —a dúo con el colombiano J Balvin— la cantante española Rosalía Vila ganó dos premios, uno por Mejor coreografía y otro por Mejor video latino. Este último generó debate en redes sociales sobre el concepto de «latino» que se tiene en los Estados Unidos en relación con la nacionalidad de Rosalía.[73]

- Alyson Stoner, la niña actriz que bailó en el exitoso video «Work It» en 2002, subió al escenario durante la presentación de Missy Elliott para ejecutar la misma coregorafía de hace diecisiete años.[74]

- Billie Eilish se convierte en la tercera artista más joven en ganar el VMA a Mejor Artista Nuevo, después de Justin Bieber en 2010 y Avril Lavigne en 2002.[75]

- Por primera vez en los VMA, dos actos latinoamericanos se suben al escenario de los VMA a realizar sus performances. Esto les pertenece a Rosalía junto a Ozuna y más tarde, J Balvin con Bad Bunny.[76]

### 2020
- Los MTV Video Music Awards fueron la primera entrega de premios realizados en la ciudad de Nueva York desde el inicio de la pandemia por coronavirus y sus medidas de cuarentena y distanciamiento físico. En ese contexto, la ceremonia iba a realizarse al interior del Barclays Center con público limitado o ausente, sin embargo, a menos de un mes del evento, la producción de MTV tomó la decisión de cancelar sus planes iniciales. En su lugar, se grabaron espectáculos musicales al aire libre desde los cinco distritos de Nueva York: Manhattan, Brooklyn, Queens, el Bronx y Staten Island.

- MTV anunció que J Balvin y Roddy Ricch actuarían durante la ceremonia. No obstante, a una semana del evento, se informó la cancelación de ambos artistas por problemas logísticos.[77]

- Lady Gaga fue la más premiada de la noche, con cinco galardones. Además, se convirtió en la primera artista en recibir el premio honorífico MTV Tricon Award.[78]

- Días después de la ceremonia, Miley Cyrus aseguró haber oído comentarios sexistas de parte de los directores de su presentación musical en los VMAs. Según la cantante, ella pidió a los encargados apagar la «luz de belleza», la cual se usa en el ámbito audiovisual para resaltar el atractivo de las mujeres principalmente. Su intención era tener el mismo tipo de iluminación que tendría un artista masculino. Otra situación sexista que Cyrus habría vivido durante los ensayos ocurrió cuando sus brazaletes se enganchaban constantemente en la bola de espejos que era parte de la utilería. Según ella, los directores le dijeron: «¿Quieres ser tratada como un hombre? No estaríamos lidiando con esto si un hombre lo estuviera haciendo».[79]

### 2021
- Los MTV Video Music Awards celebraron su 38.ª gala de forma presencial tras el parón por la pandemia del coronavirus en el pabellón Barclays Center de Brooklyn (Nueva York).[80] El evento contó con la rapera estadounidense Doja Cat como maestra de ceremonia, en una gala que intercambió actuaciones en directo con otras previamente grabadas.

- Al finalizar su performance de «Good 4 U», Olivia Rodrigo se acerca a una cámara y la rompe con un micrófono.

- La anfitriona Doja Cat hizo una serie de comentarios sobre los VMAs, por ejemplo cuando Britney Spears se montó una serpiente en el escenario o de Kanye West "llamando la atención".

- En una categoría nueva, llamada Icono Global, el grupo encabezado por Dave Grohl, Foo Fighters, actuó por primera vez desde 2007 en los VMA, viendo así premiada su trayectoria musical.

- Tal como en la ediciones de 2013 y 2015, el galardón fue rediseñado. En esta ocasión fue el pintor afroamericano Kenhide Wiley, el encargado de añadirle elementos de naturalismo y vegetación creciente de diversos colores, tal como su técnica y estilo pictórico a la estatua.

### 2022
- Jack Harlow comenzó la ceremonia interpretando «First Class», pero por sorpresa trajo a Fergie como invitada donde empezó a cantar «Glamourous». Esto marcaría como el regreso de Fergie a los escenarios en mucho tiempo.

- El actor Jonny Depp apareció intermitentemente a lo largo de la ceremonia en segmentos pregrabados como el Hombre de la Luna

- Bad Bunny se presentó en el Yankee Stadium, en Nueva York por su gira World's Hottest Tour, cantó «Tití me preguntó» y durante el performance besó a dos de sus bailarines, a una mujer y a un hombre. Al finalizar el jugador Carmelo Anthony salió del escenario para entregarle el premio de Artista del Año, siendo la primera vez en el que un artista de habla no inglesa gana el galardón.

- En esta ceremonia se introdujo una nueva categoría, la de «Álbum del Año», Harry Styles resultó ganador gracias a su álbum Harry's House

- Taylor Swift asistió a la ceremonia sin que MTV lo anunciara y se llevó a casa tres premios, incluido el Video del año por el cortometraje All Too Well: The Short Film, convirtiéndose en el primer artista en ganar el Video del año 3 veces. A su vez anunció que el 21 de octubre lanzaría su tan esperado décimo álbum de estudio Midnights.[81]

- BLACKPINK se convirtió en el primer grupo femenino de K-Pop en pisar el escenario de los MTV Video Music Awards para interpretar su sencillo «Pink Venom».

- Lisa hizo historia al convertirse en la primera solista en ganar el premio al Mejor K-Pop por su tema «Lalisa», derrotando así a BTS, que ha ganado todas las veces desde que se introdujo la categoría en 2019.

- Anitta se hizo con el premio a mejor Video Latino por «Envolver», no sólo es la primera brasileña en ganar un MTV, sino también es la primera artista femenina en ganar en solitario desde que se incluyó la categoría.

### 2023
- Shakira ganó el Video Vanguard Award, convirtiéndose en la primera artista latinoamericana en recibir este galardón. Durante su presentación, Shakira interpretó un compilado de sus canciones más exitosas, entre ellas, «Hips Don't Lie», «She Wolf», «Objection (Tango)» y «Whenever, Wherever». Además de este premio, ganó junto a la también colombiana Karol G en la categoría de Mejor Colaboración por el video de la canción «TQG».
- El cantante mexicano Peso Pluma interpretó el sencillo «Lady Gaga», siendo el primer cantante del género regional mexicano en presentarse en esta ceremonia de premios.
- El rapero Diddy fue merecedor del premio honorífico Global Icon Award e interpretó en vivo varias de sus canciones más famosas, entre ellas «I'll Be Missing You».
- La boy band NSYNC nuevamente se reunió en los VMAs después de diez años para presentar la categoría Mejor pop. El motivo de su presencia en la ceremonia era publicitar su nueva canción, «Better Place», que formaba parte de la banda sonora de la película Trolls Band Together. No obstante, esto no pudo concretarse por la huelga de SAG-AFTRA, la cual prohibía a actores y músicos pertenecientes al sindicato promocionar películas o canciones de proyectos nuevos. De todas formas, NSYNC usó la red social Instagram para anunciar la canción posteriormente sin transgredir las reglas de SAG-AFTRA.[82]

### 2024
- La ceremonia del 2024 fue celebrada por primera vez en el UBS Arena de la ciudad de Elmont, en el estado de Nueva York. La premiación se llevó a cabo el 11 de septiembre, 3 días antes del 40 aniversario de los VMAs y coincidiendo con el 23 aniversario de los Atentados del 9/11.
- Katy Perry fue galardonada por el premio MTV Michael Jackson Video Vanguard Award en donde interpretó varias de sus canciones, entre ellas «Firework» y «I Kissed a Girl».
- En esta premiación fueron introducidas las categorías de «Actuación más icónica de los VMAs» y «Mejor video en tendencia».
- Taylor Swift fue la más premiada de la noche ganando 7 de las 12 categorías en las que estaba nominada, entre ellas la categoría de «Video del Año».

### 2025
- Por primera vez, los VMAs serán transmitidos en vivo a través de la cadena CBS, al mismo tiempo que por MTV y sus canales asociados. También estará disponible en streaming a través de Paramount+.[83] El show previo —de una hora de duración— será transmitido en vivo solo por las cadenas de Paramount Media Networks.

## Lista de ceremonias
| Año  | Fecha            | Recinto(s)                        | Ciudad                 | Anfitrión(es)                                                                             | Video del año                                                                              | Fuente  |
| ---- | ---------------- | --------------------------------- | ---------------------- | ----------------------------------------------------------------------------------------- | ------------------------------------------------------------------------------------------ | ------- |
| 1984 | 14 de septiembre | Radio City Music Hall             | Nueva York             | Dan Aykroyd y Bette Midler                                                                | «You might think» de The Cars (dirigido por Alex Weil)                                     | [ 84 ]  |
| 1985 | 13 de septiembre | Radio City Music Hall             | Nueva York             | Eddie Murphy                                                                              | «The boys of summer» de Don Henley (dirigido por Jean-Baptiste Mondino)                    | [ 85 ]  |
| 1986 | 5 de septiembre  | The Palladium Gibson Amphitheatre | Nueva York Los Ángeles | Videojockeys de MTV: Julie Brown, Mark Goodman, Alan Hunter, Martha Quinn y Dweezil Zappa | «Money for nothing» de Dire Straits (dirigido por Steve Barron)                            | [ 86 ]  |
| 1987 | 11 de septiembre | Gibson Amphitheatre               | Los Ángeles            | Videojockeys de MTV: Julie Brown, Carolyne Heldman, Dweezil Zappa y Kevin Seal            | «Sledgehammer» de Peter Gabriel (dirigido por Stephen R. Johnson)                          | [ 87 ]  |
| 1988 | 7 de septiembre  | Gibson Amphitheatre               | Los Ángeles            | Arsenio Hall                                                                              | «Need you tonight»/«Mediate» de INXS (dirigido por Richard Lowenstein)                     | [ 88 ]  |
| 1989 | 6 de septiembre  | Gibson Amphitheatre               | Los Ángeles            | Arsenio Hall                                                                              | «This note's for you» de Neil Young (dirigió por Julien Temple)                            | [ 89 ]  |
| 1990 | 6 de septiembre  | Gibson Amphitheatre               | Los Ángeles            | Arsenio Hall                                                                              | «Nothing compares 2 u» de Sinéad O'Connor (dirigido por John Maybury)                      | [ 90 ]  |
| 1991 | 5 de septiembre  | Gibson Amphitheatre               | Los Ángeles            | Arsenio Hall                                                                              | «Losing my religion» de R.E.M. (dirigido por Tarsem Singh)                                 | [ 91 ]  |
| 1992 | 9 de septiembre  | Pauley Pavilion                   | Los Ángeles            | Dana Carvey                                                                               | «Right now» de Van Halen (dirigido por Mark Fenske)                                        | [ 92 ]  |
| 1993 | 2 de septiembre  | Gibson Amphitheatre               | Los Ángeles            | Christian Slater                                                                          | «Jeremy» de Pearl Jam (dirigido por Mark Pellington)                                       | [ 93 ]  |
| 1994 | 8 de septiembre  | Radio City Music Hall             | Nueva York             | Roseanne Barr                                                                             | «Cryin'» de Aerosmith (dirigido por Marty Callner)                                         | [ 94 ]  |
| 1995 | 7 de septiembre  | Radio City Music Hall             | Nueva York             | Dennis Miller                                                                             | «Waterfalls» de TLC (dirigido por F. Gary Gray)                                            | [ 95 ]  |
| 1996 | 4 de septiembre  | Radio City Music Hall             | Nueva York             | Dennis Miller                                                                             | «Tonight, tonight» de The Smashing Pumpkins (dirigido por Jonathan Dayton y Valerie Faris) | [ 96 ]  |
| 1997 | 4 de septiembre  | Radio City Music Hall             | Nueva York             | Chris Rock                                                                                | «Virtual insanity» de Jamiroquai (dirigido por Jonathan Glazer)                            | [ 97 ]  |
| 1998 | 10 de septiembre | Gibson Amphitheatre               | Los Ángeles            | Ben Stiller                                                                               | «Ray of light» de Madonna (dirigido por Jonas Åkerlund)                                    | [ 98 ]  |
| 1999 | 9 de septiembre  | Metropolitan Opera House          | Nueva York             | Chris Rock                                                                                | «Doo wop (that thing)» de Lauryn Hill (dirigido por Big TV!)                               | [ 99 ]  |
| 2000 | 7 de septiembre  | Radio City Music Hall             | Nueva York             | Marlon Wayans y Shawn Wayans                                                              | «The real slim shady» de Eminem (dirigido por Dr. Dre & Philip Atwell)                     | [ 100 ] |
| 2001 | 6 de septiembre  | Metropolitan Opera House          | Nueva York             | Jamie Foxx                                                                                | «Lady marmalade» de Christina Aguilera, Lil' Kim, Mýa y Pink (dirigido por Paul Hunter)    | [ 101 ] |
| 2002 | 29 de agosto     | Radio City Music Hall             | Nueva York             | Jimmy Fallon                                                                              | «Without me» de Eminem (dirigido por Joseph Kahn)                                          | [ 102 ] |
| 2003 | 28 de agosto     | Radio City Music Hall             | Nueva York             | Chris Rock                                                                                | «Work it» de Missy Elliott (dirigido por Dave Meyers)                                      | [ 103 ] |
| 2004 | 29 de agosto     | American Airlines Arena           | Miami                  | No hubo anfitrión                                                                         | «Hey ya!» de Outkast (dirigido por Bryan Barber)                                           | [ 104 ] |
| 2005 | 28 de agosto     | American Airlines Arena           | Miami                  | Sean "Diddy" Combs                                                                        | «Boulevard of broken dreams» de Green Day (dirigido por Samuel Bayer)                      | [ 105 ] |
| 2006 | 31 de agosto     | Radio City Music Hall             | Nueva York             | Jack Black                                                                                | «I write sins not tragedies» de Panic! At The Disco (dirigido por Shane Drake)             | [ 106 ] |
| 2007 | 9 de septiembre  | Palms Casino Resort               | Las Vegas              | No hubo anfitrión                                                                         | «Umbrella» de Rihanna con Jay-Z (dirigido por Chris Applebaum)                             | [ 107 ] |
| 2008 | 7 de septiembre  | Paramount Studios                 | Los Ángeles            | Russell Brand                                                                             | «Piece of me» de Britney Spears (dirigido por Wayne Isham)                                 | [ 108 ] |
| 2009 | 13 de septiembre | Radio City Music Hall             | Nueva York             | Russell Brand                                                                             | «Single ladies (put a ring on it)» de Beyoncé (dirigido por Jake Nava)                     | [ 109 ] |
| 2010 | 12 de septiembre | Nokia Theatre                     | Los Ángeles            | Chelsea Handler                                                                           | «Bad romance» de Lady Gaga (dirigido por Francis Lawrence)                                 | [ 110 ] |
| 2011 | 28 de agosto     | Nokia Theatre                     | Los Ángeles            | No hubo anfitrión                                                                         | «Firework» de Katy Perry (dirigido por Dave Meyers)                                        | [ 111 ] |
| 2012 | 6 de septiembre  | Staples Center                    | Los Ángeles            | Kevin Hart                                                                                | «We found love» de Rihanna con Calvin Harris (dirigido por Melina Matsoukas)               | [ 112 ] |
| 2013 | 25 de agosto     | Barclays Center                   | Nueva York             | No hubo anfitrión                                                                         | «Mirrors» de Justin Timberlake (dirigido por Floria Sigismondi)                            | [ 113 ] |
| 2014 | 24 de agosto     | The Forum                         | Inglewood              | No hubo anfitrión                                                                         | «Wrecking ball» de Miley Cyrus (dirigido por Terry Richardson)                             | [ 37 ]  |
| 2015 | 30 de agosto     | Microsoft Theatre                 | Los Ángeles            | Miley Cyrus                                                                               | «Bad blood» de Taylor Swift con Kendrick Lamar (dirigido por Joseph Kahn)                  | [ 45 ]  |
| 2016 | 28 de agosto     | Madison Square Garden             | Nueva York             | No hubo anfitrión                                                                         | «Formation» de Beyoncé (dirigido por Melina Matsoukas)                                     | [ 114 ] |
| 2017 | 27 de agosto     | The Forum                         | Inglewood              | Katy Perry                                                                                | «Humble» de Kendrick Lamar (dirigido por Dave Meyers y The Little Homies)                  | [ 115 ] |
| 2018 | 20 de agosto     | Radio City Music Hall             | Nueva York             | No hubo anfitrión                                                                         | «Havana» de Camila Cabello (dirigido por Dave Meyers)                                      | [ 116 ] |
| 2019 | 26 de agosto     | Prudential Center                 | Newark                 | Sebastian Maniscalco                                                                      | «You need to calm down» de Taylor Swift (dirigido por Taylor Swift y Drew Kirsch)          | [ 117 ] |
| 2020 | 30 de agosto     | One Astor Plaza                   | Nueva York             | Keke Palmer                                                                               | «Blinding lights» de The Weeknd (dirigido por Anton Tammi)                                 | [ 118 ] |
| 2021 | 12 de septiembre | Barclays Center                   | Nueva York             | Doja Cat                                                                                  | «Montero (Call me by your name)» de Lil Nas X (dirigido por Lil Nas X y Tanu Muino)        | [ 119 ] |
| 2022 | 28 de agosto     | Prudential Center                 | Newark                 | LL Cool J, Nicki Minaj y Jack Harlow                                                      | All Too Well: The Short Film de Taylor Swift (dirigido por Taylor Swift)                   | [ 120 ] |
| 2023 | 12 de septiembre | Prudential Center                 | Newark                 | Nicki Minaj                                                                               | «Anti-Hero» de Taylor Swift (dirigido por Taylor Swift)                                    | [ 121 ] |
| 2024 | 11 de septiembre | UBS Arena                         | Elmont                 | Megan Thee Stallion                                                                       | «Fortnight» de Taylor Swift y Post Malone (dirigido por Taylor Swift)                      | [ 122 ] |
| 2025 | 7 de septiembre  | UBS Arena                         | Elmont                 | LL Cool J                                                                                 | Por confirmar                                                                              | [ 83 ]  |

## Categorías
- Video del año
- Artista del año
- Canción del año
- Álbum del año
- Mejor artista nuevo
- Artista push del año
- Mejor colaboración
- Mejor video pop
- Mejor K-Pop
- Mejor video rock
- Mejor video alternativo
- Mejor video hip-hop
- Mejor video R&B
- Mejor video latino
- Mejor video con mensaje social
- Mejor grupo
- Canción del verano
- Mejor dirección
- Mejor dirección de arte
- Mejor coreografía
- Mejores efectos visuales
- Mejor montaje
- Mejor cinematografía
- Icono global
- Michael Jackson Video Vanguard Award (1984-1992, 1994-1995, 1997, 2000-2001, 2003, 2006, 2011, 2013-2019, 2022, 2023, 2024)

### Categorías obsoletas
- Mejor video masculino (1984-2016; reemplazada por Artista del año)
- Mejor video femenino (1984-2016; reemplazada por Artista del año)
- Video más experimental (1984-1987; reemplazada por Video revelación)
- Mejor video conceptual (1984-1988)
- Mejor actuación en un video (1984-1989)
- Elección del público (1984-2006)
- Mejor video de un grupo (1984-2007)
- Mejor video posmoderno (1989-1990; reemplazada por Mejor video alternativo)
- Mejor video de formato extendido (1991)
- Mejor video de una película (1987-2003)
- Video revelación (1988-2005, 2009-2010)
- Elección del público extranjero (1989-2003; categoría eliminada en diferentes años al crearse premios para regiones individuales)
- Mejor video rap (1989-2006)
- Mejor video dance (1989-2019)
- Mejor sitio web de un artista (1999)
- Premio MTV2 (2001-2006)
- Mejor banda sonora de un videojuego (2004-2006)
- Mejor partitura de un videojuego (2006)
- Ringtone del año (2006)
- Sencillo monstruoso del año (2007)
- Cuádruple amenaza del año (2007)
- Mejor video del Reino Unido (2008)
- Mejor video (Que debería haber ganado un Moonman) (2009)
- Mejor artista latino (2010-2013)
- Video más digno de compartir (2012)
- Mejor video de letras (2014)
- MTV Clubland Award (2014)
- Mejor video musical desde casa (2020)
- Mejor presentación de cuarentena (2020)
- Héroes cotidianos: Trabajadores médicos de primera línea (2020)
- MTV Tricon Award (2020)